# Clasificación para la Copa Mundial de Fútbol de 1998
Un total de 174 equipos participaron en la fase de Clasificación para la Copa Mundial de Fútbol de 1998. Las rondas de clasificación comenzaron con el sorteo preliminar clasificatorio el 12 de diciembre de 1995 en París, y los equipos compitieron por una de las 32 plazas para el torneo final. Francia, como anfitrión, y Brasil, como el campeón defensor, clasificaron en forma automática, dejando 30 plazas disponibles.
Las 32 plazas para la Copa del Mundo FIFA 1998 fueron distribuidas entre las seis zonas continentales de la siguiente manera:
- Europa (UEFA) 15 plazas, 1 de ellas fue asignada en forma automática a Francia, mientras que las 14 plazas restantes fueron disputadas por 49 equipos
- Sudamérica (CONMEBOL): 5 plazas, 1 de ellas fue asignada en forma automática a Brasil, mientras que las otras 4 plazas fueron disputadas por 9 equipos.
- América del Norte, América Central y el Caribe (CONCACAF): 3 plazas, disputadas por 30 equipos.
- África (CAF): 5 plazas, disputadas por 38 equipos.
- Asia (AFC): 3.5 plazas, disputadas por 36 equipos. El ganador de la 0.5 plaza tenía que jugar un partido de eliminación en la repesca intercontinental (contra un equipo de la OFC)
- Oceanía (OFC): 0.5 plaza, disputada por 10 equipos. El ganador de la 0.5 plaza tenía que jugar un partido de eliminación en la repesca intercontinental (contra un equipo de la AFC).

Un total de 168 equipos jugó por lo menos un partido clasificatorio. Se jugaron un total de 643 partidos de clasificación, y se anotaron 1922 goles (un promedio de 2.99 por partido).

## Zonas continentales

### Europa (UEFA)
Grupo 1 - Dinamarca clasificó. Croacia avanzó a la repesca de la UEFA.
Grupo 2 - Inglaterra clasificó. Italia avanzó a la repesca de la UEFA.
Grupo 3 - Noruega clasificó. Hungría avanzó a la repesca de la UEFA.
Grupo 4 - Austria clasificó. Escocia también clasificó como mejor segundo.
Grupo 5 - Bulgaria clasificó. Rusia avanzó a la repesca de la UEFA.
Grupo 6 - España clasificó. República Federal de Yugoslavia avanzó a la repesca de la UEFA.
Grupo 7 - Países Bajos clasificó. Bélgica avanzó a la repesca de la UEFA.
Grupo 8 - Rumania clasificó. Irlanda avanzó a la repesca de la UEFA.
Grupo 9 - Alemania clasificó. Ucrania avanzó a la repesca de la UEFA.
Repescas - Croacia, Italia, Bélgica y República Federal de Yugoslavia clasificaron venciendo a Ucrania, Rusia, Irlanda y Hungría respectivamente.

### Sudamérica (CONMEBOL)
Argentina, Paraguay, Colombia y Chile clasificaron.

### América del Norte, Central y el Caribe (CONCACAF)
México, Estados Unidos y Jamaica clasificaron.

### África (CAF)
Grupo 1 - Nigeria clasificó.
Grupo 2 - Túnez clasificó.
Grupo 3 - Sudáfrica clasificó.
Grupo 4 - Camerún clasificó.
Grupo 5 - Marruecos clasificó.

### Asia (AFC)
Grupo A - Arabia Saudita clasificó. Irán avanzó a la repesca de la AFC
Grupo B - Corea del Sur clasificó. Japón avanzó a la repesca de la AFC
Play-off - Japón clasificó. Irán avanzó a la Repesca Intercontinental AFC / OFC

### Oceanía (OFC)
Australia avanzó a la Repesca Intercontinental AFC / OFC

## Repesca Intercontinental
Los equipos jugaron dos partidos ida y vuelta. El ganador de la serie clasificaría.

### Repesca Intercontinental AFC–OFC
| 22 de noviembre de 1997 | Irán               | 1:1 (1:1) | Australia        | Estadio Azadi, Teherán                                          |                                                                 |
|                         | Khodadad Azizi 40' |           | Harry Kewell 19' | Asistencia: 128 000 espectadores Árbitro(s): Pierluigi Pairetto | Asistencia: 128 000 espectadores Árbitro(s): Pierluigi Pairetto |

| 29 de noviembre de 1997 | Australia                             | 2:2 (1:0) (Global 3:3) | Irán                                | Melbourne Cricket Ground, Melbourne                     |                                                         |
|                         | Harry Kewell 32' · Aurelio Vidmar 48' |                        | K. Bagheri 71' · Khodadad Azizi 75' | Asistencia: 88 000 espectadores Árbitro(s): Sándor Puhl | Asistencia: 88 000 espectadores Árbitro(s): Sándor Puhl |

El resultado agregado fue de 3–3, pero Irán clasificó debido a la regla del gol de visitante.

## Equipos Clasificados
| N.º | Equipo           | Detalle                                           | Fecha de clasificación   | Part. | Cons. | Última | Mejor presentación                                 | Ranking FIFA | Ranking FIFA |
| --- | ---------------- | ------------------------------------------------- | ------------------------ | ----- | ----- | ------ | -------------------------------------------------- | ------------ | ------------ |
| 1   | Francia          | Anfitrión                                         | 2 de julio de 1992       | 10    | 1     | 1986   | Tercer lugar (1958, 1986)                          | -            | 18           |
| 2   | Brasil           | Campeón de la Copa Mundial de Fútbol de 1994      | 17 de julio de 1994      | 16    | 16    | 1994   | Campeón (1958, 1962, 1970, 1994)                   | 1            | 1            |
| 3   | Nigeria          | 1° del Grupo 1 en la fase 2 de la CAF             | 7 de junio de 1997       | 2     | 2     | 1994   | Octavos de final (1994)                            | 61           | 74           |
| 4   | Túnez            | 1° del Grupo 2 en la fase 2 de la CAF             | 8 de junio de 1997       | 2     | 1     | 1978   | Primera ronda (1978)                               | 24           | 21           |
| 5   | Marruecos        | 1° del Grupo 5 en la fase 2 de la CAF             | 8 de junio de 1997       | 4     | 2     | 1994   | Octavos de final (1986)                            | 19           | 13           |
| 6   | Sudáfrica        | 1° del Grupo 3 en la fase 2 de la CAF             | 16 de agosto de 1997     | 1     | 1     | Debut  | Sin participaciones previas                        | 22           | 24           |
| 7   | Camerún          | 1° del Grupo 4 en la fase 2 de la CAF             | 17 de agosto de 1997     | 4     | 3     | 1994   | Cuartos de final (1990)                            | 46           | 49           |
| 8   | Rumania          | 1° del Grupo 8 de la UEFA                         | 18 de agosto de 1997     | 7     | 3     | 1994   | Cuartos de final (1994)                            | 4            | 22           |
| 9   | Noruega          | 1° del Grupo 3 de la UEFA                         | 6 de septiembre de 1997  | 3     | 2     | 1994   | Primera ronda (1938, 1994)                         | 15           | 7            |
| 10  | Bulgaria         | 1° del Grupo 5 de la UEFA                         | 10 de septiembre de 1997 | 7     | 2     | 1994   | Cuarto lugar (1994)                                | 22           | 35           |
| 11  | Argentina        | 1° en la Clasificación de Conmebol                | 10 de septiembre de 1997 | 12    | 7     | 1994   | Campeón (1978, 1986)                               | 13           | 6            |
| 12  | Colombia         | 3° en la Clasificación de Conmebol                | 10 de septiembre de 1997 | 4     | 3     | 1994   | Octavos de final (1990)                            | 10           | 10           |
| 13  | Paraguay         | 2° en la Clasificación de Conmebol                | 10 de septiembre de 1997 | 5     | 1     | 1986   | Octavos de final (1986)                            | 27           | 29           |
| 14  | Dinamarca        | 1° del Grupo 1 de la UEFA                         | 11 de octubre de 1997    | 2     | 1     | 1986   | Octavos de final (1986)                            | 5            | 27           |
| 15  | Inglaterra       | 1° del Grupo 2 de la UEFA                         | 11 de octubre de 1997    | 10    | 1     | 1990   | Campeón (1966)                                     | 7            | 5            |
| 16  | Austria          | 1° del Grupo 4 de la UEFA                         | 11 de octubre de 1997    | 7     | 1     | 1990   | Tercer lugar (1954)                                | 26           | 31           |
| 17  | España           | 1° del Grupo 6 de la UEFA                         | 11 de octubre de 1997    | 10    | 6     | 1994   | Cuarto lugar (1950)                                | 6            | 15           |
| 18  | Países Bajos     | 1° del Grupo 7 de la UEFA                         | 11 de octubre de 1997    | 6     | 3     | 1994   | Subcampeón (1974, 1978)                            | 4            | 25           |
| 19  | Alemania         | 1° del Grupo 9 de la UEFA                         | 11 de octubre de 1997    | 14    | 12    | 1994   | Campeón (1954, 1974, 1990)                         | 2            | 2            |
| 20  | Escocia          | Mejor segundo de la UEFA                          | 11 de octubre de 1997    | 8     | 1     | 1990   | Primera ronda (1954, '58, '74, '78, '82, '86, '90) | 27           | 41           |
| 21  | México           | 1° del Hexagonal final de la Concacaf             | 12 de octubre de 1997    | 11    | 2     | 1994   | Cuartos de final (1970, 1986)                      | 11           | 4            |
| 22  | Corea del Sur    | 1° del Grupo B de la fase 2 de la AFC             | 18 de octubre de 1997    | 5     | 4     | 1994   | Primera ronda (1954, 1986, 1990, 1994)             | 34           | 20           |
| 23  | Estados Unidos   | 2° del Hexagonal final de la Concacaf             | 9 de noviembre de 1997   | 6     | 3     | 1994   | Tercer lugar (1930)                                | 35           | 11           |
| 24  | Arabia Saudita   | 1° del Grupo A de la fase 2 de la AFC             | 12 de noviembre de 1997  | 2     | 2     | 1994   | Octavos de final (1994)                            | 37           | 34           |
| 25  | Croacia          | Ganador de la repesca de la Clasificación de UEFA | 15 de noviembre de 1997  | 1     | 1     | Debut  | Sin participaciones previas                        | 29           | 19           |
| 26  | Italia           | Ganador de la repesca de la Clasificación de UEFA | 15 de noviembre de 1997  | 14    | 10    | 1994   | Campeón (1934, 1938, 1982)                         | 16           | 14           |
| 27  | Bélgica          | Ganador de la repesca de la Clasificación de UEFA | 15 de noviembre de 1997  | 10    | 5     | 1994   | Cuarto lugar (1986)                                | 48           | 36           |
| 28  | RF de Yugoslavia | Ganador de la repesca de la Clasificación de UEFA | 15 de noviembre de 1997  | 9     | 1     | 1990   | Cuarto lugar (1930, 1962)                          | 36           | 8            |
| 29  | Japón            | Ganador de la repesca de la Clasificación de AFC  | 16 de noviembre de 1997  | 1     | 1     | Debut  | Sin participaciones previas                        | 20           | 12           |
| 30  | Jamaica          | 3° del Hexagonal final de la Concacaf             | 16 de noviembre de 1997  | 1     | 1     | Debut  | Sin participaciones previas                        | 40           | 30           |
| 31  | Chile            | 4° en la Clasificación de Conmebol                | 16 de noviembre de 1997  | 7     | 1     | 1982   | Tercer lugar (1962)                                | 27           | 9            |
| 32  | Irán             | Ganador de la repesca de la AFC/OFC               | 29 de noviembre de 1997  | 2     | 1     | 1978   | Primera ronda (1978)                               | 50           | 42           |